# 安井正也
安井正也 (やすい まさや 1958年 - ) は、日本の官僚。元原子力規制庁長官。

## 人物・経歴
京都大学大学院工学研究科で原子核工学を研究。通商産業省(現:経済産業省)の技術職として入省。主にエネルギー畑を歩む。大臣官房審議官 (原子力安全規制改革担当) として原子力規制委員会設立に尽力した。
2012年からは原子力規制庁に移り、緊急事態対策監、長官官房技術総括審議官として、原子力災害対策指針の見直し・福島第一原子力発電所の安定化を担う。
2017年、原子力規制庁長官に就任。会見で、原子力規制委員会発足後から行われているインターネット中継などでの情報公開の透明性確保を継続しつつ、原子力規制行政の信頼回復を地道に進めていくと語った。2019年退任。

## 略歴
- 京都大学大学院工学研究科修了
- 通産省技術職試験（原子力）合格
- 1982年4月 通商産業省入省 資源エネルギー庁公益事業部原子力発電安全審査課属。
- 1987年5月 経済協力開発機構（フランス国パリ市）
- 1989年7月 資源エネルギー庁公益事業部原子力発電課長補佐（調査技術班長）
- 1990年4月 資源エネルギー庁公益事業部原子力発電課長補佐（新型炉企画調整班長）
- 1990年5月 経済協力開発機構（フランス国パリ市）
- 1992年5月 工業技術院総務部技術調査課長補佐（総括班長）
- 1993年5月 資源エネルギー庁長官官房原子力産業課長補佐（総括班長）
- 1995年6月 産業政策局総務課長補佐
- 1996年5月 大臣官房総務課長補佐（技術主任）
- 1997年7月 産業政策局企業行動課産業税制専門官
- 1999年8月 資源エネルギー庁公益事業部原子力発電安全企画審査課統括安全審査官
- 2001年1月 資源エネルギー庁電力・ガス事業部原子力政策課放射性廃棄物対策室長
- 2002年7月 資源エネルギー庁長官官房企画官(原子力政策担当)
- 2003年7月 資源エネルギー庁電力・ガス事業部原子力政策課長
- 2004年6月 通商政策局欧州中東アフリカ課長
- 2006年8月 商務情報政策局消費経済部消費経済政策課長
- 2008年7月 大臣官房参事官 （商務流通グループ総合調整）
- 2009年7月 中小企業庁経営支援部長
- 2010年8月 資源エネルギー庁省エネルギー・新エネルギー部長
- 2011年3月 原子力安全・保安院付
- 2011年9月 大臣官房審議官(原子力安全規制改革担当)
- 2012年9月 原子力規制委員会原子力規制庁緊急事態対策監
- 2014年3月 原子力規制委員会原子力規制庁長官官房緊急事態対策監
- 2015年7月 原子力規制委員会原子力規制庁長官官房技術総括審議官
- 2017年1月 原子力規制委員会原子力規制庁長官
- 2019年7月 原子力規制委員会原子力規制庁長官官房原子力規制特別国際交渉官
- 原子力規制委員会原子力規制庁長官官房東京電力福島第一原子力発電所事故対策室企画調査官